# Дарвин (гора, Тасмания)
Гора́ Да́рвин (англ. Mount Darwin) — вершина на западе австралийского штата Тасмания. Она расположена к югу от города Куинстаун (англ. Queenstown) на западном побережье Тасмании, в южной части хребта Западного побережья, и получила своё название в честь Чарлза Дарвина.
Высота вершины составляет 1033 метра над уровнем моря. На восточном склоне горы находится давно покинутый людьми заброшенный город Дарвин. Раньше в нём жили транспортники, геологи и шахтёры, занятые на местном производстве.
Гора Дарвин — самая южная гора хребта Западного побережья. Гора Джакс расположена к северу, а гора Сорелл — к западу от неё.

## Краткое описание
Гора Дарвин и её окрестности изобилуют заброшенными и почти не используемыми в течение последних ста лет объектами хозяйственной деятельности. На её склонах находятся несколько старых дорог местного значения, в прежнее время проложенных к поверхностным шахтам бывшего месторождения Джакс-Дарвин.
Гора Дарвин не отличается крутыми склонами и в большей своей части покрыта растительностью. В недавнем прошлом до вершины горы Дарвин можно было добраться на полноприводном джипе или горном велосипеде.
В нижней части склонов преобладают осадочные торфяные почвы и гравийные отложения с кислыми грутовыми водами, хорошо консервирующими кварциты и другие минералы.. На южном восточном склоне имеется обширное плато, посреди которого то и дело обнаруживают себя следы разведывательных геологических работ, многие из которых ведут к старым шахтам. Небольшие почти заросшие растительностью колеи также ведут к долине реки Кларк, которая протекает в западной долине между горой Дарвин и горой Сорелл. Несколько старых выработок с прилегающими дорогами можно найти на гребне между горой Дарвин и южной стороной горы Джакс.

## Окрестности горы Дарвин
Рядом с горой находится обширная долина, включающая в себя несколько округлых впадин, называемых соответственно Восточно-Дарвинской Чашей, Южно-Дарвинской Чашей и кратером Дарвин (англ. Darwin Crater), лежащим на расстоянии 8,5 км к юго-востоку от горы и имеющим, как установлено, ударное (метеоритное) происхождение. В составе горы выделяется также Южный пик Дарвина и Дарвинское плато.
С кратером Дарвин связан, пожалуй, самый известный минерал горы Дарвин. Это дарвинское стекло или куинстауни́т (англ. queenstownite) — одна из местных разновидностей тектита, природного метеоритного стекла-импактита, оплавленного в результате прохождения метеорита (астероида или кометы) через плотные слои атмосферы и последующего столкновения с землёй, сопровождавшегося сильным взрывом.
Дарвинское стекло чаще всего непрозрачное, светло-зелёное до тёмно-зеленого, встречаются также белые и чёрные разновидности. Его небольшие фрагменты (1—4 см) регулярно находили на западном склоне горы и в долине вплоть до залива Келли и нижнего северо-восточного берег «гавани» Маккуори, а на север — до шоссе Лайелла и дамбы Кроти. Мелкие осколки и оплавленные фрагменты куинстаунита рассыпаны по обширной территории около 410 км² вокруг ударного метеоритного кратера диаметром 1,2 км. В поисках возможного источника минерала эту доисторическую воронку в ближних окрестностях горы Дарвин обнаружил в 1972 году австралийский геолог Р. Дж. Форд и присвоил ему аналогичное название «кратер Дарвин».
Согласно аргон-аргоновому методу датировки метеоритная катастрофа возле горы Дарвин произошла примерно 816 тысяч лет назад.